# 岐阜県立海津高等学校
岐阜県立海津高等学校（ぎふけんりつかいづこうとうがっこう）とは、かつて岐阜県海津市（旧・海津郡海津町）にあった公立の高等学校。

## 概要
- 旧・海津郡今尾町に存在した旧制中学校の岐阜県海津中学校と、旧・海津郡高須町に存在した高等女学校の岐阜県立海津高等女学校が、1948年を統合し発足した高校である。統合後、本校は旧・岐阜県立海津高等女学校に置かれた。
- 2005年に海津高校と海津北高校を統合し、岐阜県立海津明誠高等学校の新設により廃校。廃校後は海津明誠高等学校海津校舎となった後、2007年に海津明誠高校の新校舎が敷地内に完成。海津明誠高校の校地となっている。

## 沿革

### 岐阜県海津中学校
- 1921年（大正10年）
  - 3月3日 - 海津郡今尾町に岐阜県海津中学校の設置が認可される。
  - 4月18日 - 開校。今尾尋常高等小学校を仮校舎とする。
- 1923年（大正12年）4月24日 - 新校舎が完成。開校式を行う。
- 1924年（大正13年）11月3日 - すべての校舎が完成し、落成式を行う。
- 1948年（昭和23年）4月1日 - 岐阜県立海津高等学校〈旧〉に改称する。

### 岐阜県立海津高等女学校
- 1920年（大正9年）12月17日 - 海津郡議会が海津郡高須町に、海津郡立海津高等女学校の設置を議決する。
- 1921年（大正10年）4月8日 - 海津郡立海津高等女学校として開校。高須尋常高等小学校を仮校舎とする。
- 1922年（大正11年）9月1日 - 海津郡高須町字武士小路12-2[注釈 3]に校舎を新築する。
- 1934年（昭和9年） - 補習科を設置。
- 1937年（昭和12年）4月1日 - 岐阜県に移管され、岐阜県立海津高等女学校に改称する。
- 1942年（昭和17年）2月21日 - 校舎を増築する。
- 1948年（昭和23年）4月1日 - 岐阜県立海津女子高等学校に改称する。

### 岐阜県立海津高等学校
- 1948年（昭和23年）8月23日 - 岐阜県立海津高等学校〈旧〉と岐阜県立海津女子高等学校を統合し、岐阜県立海津高等学校となる。校舎は旧・海津女子高等学校を使用する。
- 1950年（昭和25年）
  - 2月25日 - 校旗・校歌を制定する。
  - 4月1日 - 今尾町に昼間定時制の今尾分校を設置。校舎は旧・岐阜県海津中学校校舎を使用する。
- 1951年（昭和26年）4月1日 - 海津郡城山村に城山分校（定時制）を設置。
- 1955年（昭和30年）1月15日 - 高須町、吉里村、東江村、大江村、西江村が合併して海津町が発足。
- 1963年（昭和38年）
  - 3月 - 本館（鉄筋コンクリート造3階建）を新築。
  - 12月 - 本館（鉄筋コンクリート造3階建）を増築。
- 1964年（昭和39年）
  - 4月1日 - 城山分校が南濃町立南濃高等学校として独立。今尾分校が全日制となる。
  - 11月 - 体育館が完成。
- 1967年（昭和42年）
  - 4月 - 校舎を新築する。
  - 12月 - 校舎を新築する。
- 1968年（昭和43年）11月 - プールが完成。
- 1972年（昭和47年）4月 - 家政科（2学級）を設置。教室不足のため今尾分校内に海津高等学校今尾校舎（家政科）を設置。
- 1974年（昭和49年） - 北舎（鉄筋コンクリート造2階建）が完成。
- 1975年（昭和50年）3月 - 今尾分校を廃止。今尾分校は海津高等学校今尾校舎（家政科）となる。
- 1983年（昭和58年）4月 - 海津高等学校今尾校舎（家政科）が岐阜県立海津北高等学校として独立する。
- 2005年（平成17年）
  - 3月28日 - 海津町、平田町、南濃町と合併し、海津市が発足。
  - 4月1日 - 海津高等学校と海津北高等学校と統合し、岐阜県立海津明誠高等学校の新設により廃校。海津高等学校は海津明誠高等学校海津校舎（普通科）、海津北高等学校は海津明誠高等学校海津北校舎（情報処理科・生活福祉科）となる。
- 2007年（平成19年） -  海津校舎に新校舎が完成。海津明誠高校は海津校舎に移り、海津北校舎を廃止。

## 著名な卒業生
- 加藤邦彦（プロ野球選手）

## 著名な教職員
- 伊藤安男（歴史地理学者）

## その他
- 海津高校は海津町、海津北高校は平田町、南濃高校は南濃町にあったことから、海津郡の3つの町には昭和後期まで各町に高校が存在したことになる。